# Jorge Siega
Jorge Siega (Cotiporã, 3 aprile 1947) è un allenatore di calcio ed ex calciatore brasiliano naturalizzato statunitense, di ruolo attaccante.

## Carriera

### Club
Brasiliano di nascita, si trasferisce negli Stati Uniti d'America per giocare nel German-Hungarian, club della German-American Soccer League.
Nel 1968 si trasferisce a Washington, ingaggiato dai capitolini dei Washington Whips, con cui chiuse la stagione al secondo posto della Atlantic Division.
Nel 1969 ritorna ai German-Hungarian, rimanendovi sino al 1971.
Nel 1971 è il primo giocatore a venire ingaggiato dai neonati N.Y. Cosmos. Siega milita nei Cosmos sino al 1976, vincendo con i newyorchesi la NASL 1972. Con l'arrivo dei grandi campioni internazionali Siega fu relegato al ruolo di rincalzo. Con i Cosmos ha giocato anche nel campionato indoor.
Siega fu tra i protagonisti dell'evento che determinò successo dell'indoor soccer negli Stati Uniti, ovvero la tournée effettuata dalla selezione di calcio dell'Armata Rossa sovietica che, nel febbraio 1974 affrontò dapprima una selezione All-Star della NASL e poi i campioni in carica NASL del Philadelphia Atoms, club a cui venne aggregato per rinforzarne la rosa. Nonostante le sconfitte subite, il successo di pubblico e di critica indusse la NASL a creare un vero e proprio campionato indoor per le stagioni 1975 e 1976.
Terminata l'esperienza ai Cosmos si lega al BW Gottschee, di cui diverrà anche allenatore.

### Nazionale
Naturalizzato statunitense, Siega giocò 8 incontri amichevoli con la maglia della nazionale statunitense.

## Statistiche

### Cronologia presenze e reti in Nazionale
| Cronologia completa delle presenze e delle reti in nazionale ― Stati Uniti | Cronologia completa delle presenze e delle reti in nazionale ― Stati Uniti | Cronologia completa delle presenze e delle reti in nazionale ― Stati Uniti | Cronologia completa delle presenze e delle reti in nazionale ― Stati Uniti | Cronologia completa delle presenze e delle reti in nazionale ― Stati Uniti | Cronologia completa delle presenze e delle reti in nazionale ― Stati Uniti | Cronologia completa delle presenze e delle reti in nazionale ― Stati Uniti | Cronologia completa delle presenze e delle reti in nazionale ― Stati Uniti |
| Data                                                                       | Città                                                                      | In casa                                                                    | Risultato                                                                  | Ospiti                                                                     | Competizione                                                               | Reti                                                                       | Note                                                                       |
| -------------------------------------------------------------------------- | -------------------------------------------------------------------------- | -------------------------------------------------------------------------- | -------------------------------------------------------------------------- | -------------------------------------------------------------------------- | -------------------------------------------------------------------------- | -------------------------------------------------------------------------- | -------------------------------------------------------------------------- |
| 17-3-1973                                                                  | Hamilton                                                                   | Bermuda                                                                    | 4 – 0                                                                      | Stati Uniti                                                                | Amichevole                                                                 | -                                                                          |                                                                            |
| 20-3-1973                                                                  | Łódź                                                                       | Polonia                                                                    | 4 – 0                                                                      | Stati Uniti                                                                | Amichevole                                                                 | -                                                                          | 46’                                                                        |
| 9-9-1973                                                                   | Hartford                                                                   | Stati Uniti                                                                | 1 – 0                                                                      | Bermuda                                                                    | Amichevole                                                                 | -                                                                          |                                                                            |
| 16-10-1973                                                                 | Città del Messico                                                          | Messico                                                                    | 2 – 0                                                                      | Stati Uniti                                                                | Amichevole                                                                 | -                                                                          |                                                                            |
| 3-11-1973                                                                  | Port-au-Prince                                                             | Haiti                                                                      | 1 – 0                                                                      | Stati Uniti                                                                | Amichevole                                                                 | -                                                                          | Uscita                                                                     |
| 5-11-1973                                                                  | Port-au-Prince                                                             | Haiti                                                                      | 1 – 0                                                                      | Stati Uniti                                                                | Amichevole                                                                 | -                                                                          |                                                                            |
| 13-11-1973                                                                 | Giaffa                                                                     | Israele                                                                    | 3 – 1                                                                      | Stati Uniti                                                                | Amichevole                                                                 | -                                                                          | Uscita                                                                     |
| 15-11-1973                                                                 | Be'er Sheva                                                                | Israele                                                                    | 2 – 0                                                                      | Stati Uniti                                                                | Amichevole                                                                 | -                                                                          |                                                                            |
| Totale                                                                     |                                                                            | Presenze                                                                   | 8                                                                          |                                                                            | Reti                                                                       | 0                                                                          |                                                                            |

## Palmarès
- North American Soccer League: 1

New York Cosmos: 1972